# Puzhithivakkam (Ullagaram)
Puzhithivakkam (Ullagaram) là một thị xã của quận Kancheepuram thuộc bang Tamil Nadu, Ấn Độ.

## Nhân khẩu
Theo điều tra dân số năm 2001 của Ấn Độ, Puzhithivakkam (Ullagaram) có dân số 29.086 người. Phái nam chiếm 52% tổng số dân và phái nữ chiếm 48%. Puzhithivakkam (Ullagaram) có tỷ lệ 85% biết đọc biết viết, cao hơn tỷ lệ trung bình toàn quốc là 59,5%: tỷ lệ cho phái nam là 88%, và tỷ lệ cho phái nữ là 82%. Tại Puzhithivakkam (Ullagaram), 9% dân số nhỏ hơn 6 tuổi.